# Aaron Bradshaw Jr.
Pour les articles homonymes, voir Bradshaw.
Aaron Bradshaw Jr. (1er juillet 1894 - 8 novembre 1976) était un officier très décoré de l'armée de terre américaine (US Army) avec le grade de major général (général de division). Diplômé de l'Académie militaire des États-Unis, il est surtout connu comme officier d'artillerie antiaérienne pendant la Seconde Guerre mondiale.
Après la guerre, Bradshaw est resté dans l'armée et a servi dans le domaine de la logistique, notamment en tant que chef d'état-major adjoint pour la logistique (G-4), au sein du Commandement européen des États-Unis (United States European Command - EUCOM).

## Biographie

### Début de carrière

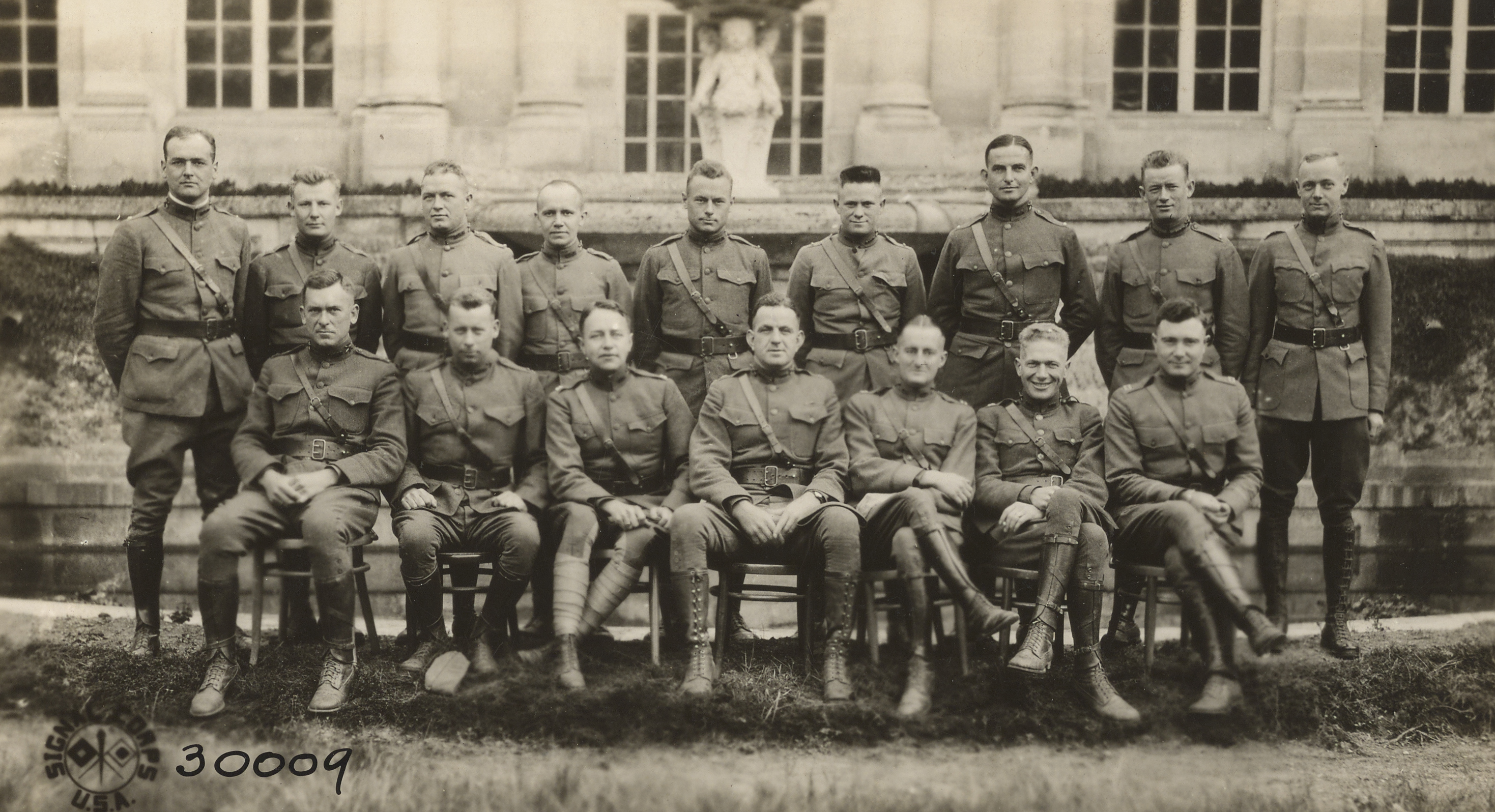
Le capitaine Aaron Bradshaw Jr. se tient au dernier rang, cinquième à partir de la gauche, avec un groupe d'officiers lors d'une école antiaérienne à Paris, en France, en octobre 1918.

Aaron Bradshaw Jr. est né le 1er juillet 1894 à Washington, D.C., fils d'un avocat, Aaron Bradshaw, et de Mary Emma Leech. Après le lycée, il est nommé à l'Académie militaire des États-Unis à West Point, dans l'État de New York,.
Il fait partie de la promotion 1917 qui a produit plus de 55 futurs officiers généraux, dont deux chefs d'état-major de l'armée de terre - Joseph L. Collins et Matthew B. Ridgway. Parmi ses autres camarades de classe figurent : Clare H. Armstrong, Mark W. Clark, John T. Cole, Norman D. Cota, John M. Devine, William W. Eagles, Theodore L. Futch, Charles H. Gerhardt, Augustus M. Gurney, Ernest N. Harmon, William Kelly Harrison Jr., Robert W. Hasbrouck, Frederick A. Irving, Laurence B. Keiser, Charles S. Kilburn, Bryant E. Moore, Daniel Noce, Onslow S. Rolfe, Herbert N. Schwarzkopf, Albert C. Smith, George D. Wahl, Raymond E. S. Williamson et George H. Weems.
Bradshaw obtient son diplôme de Bachelor of Science le 20 avril 1917, peu après l'entrée des États-Unis dans la Première Guerre mondiale, et est nommé sous-lieutenant (second lieutenant) dans le Corps d'artillerie côtière (Coast Artillery Corps). Il termine sa formation et s'embarque pour la France, où il rejoint le 3e bataillon antiaérien pendant la défense aérienne de Paris. Bradshaw est ensuite transféré au 2e bataillon antiaérien et participe à l'offensive Meuse-Argonne à l'automne 1918.
Après l'armistice, Bradshaw participe à l'occupation de la Rhénanie jusqu'au milieu de l'année 1919, date à laquelle il est envoyé en Angleterre pour y suivre des cours de troisième cycle à l'université d'Oxford. Il sert ensuite dans divers commandements de l'artillerie côtière, notamment au sein du 59e régiment d'artillerie côtière dans les îles Philippines en 1925, et termine l'école d'artillerie de campagne de l'US Army (Army Field Artillery School) à Fort Sill, dans l'Oklahoma.
En août 1936, Bradshaw rejoint le bureau du chef du corps d'artillerie côtière sous les ordres du major général (général de division) Archibald H. Sunderland et occupe les fonctions de major et de rédacteur en chef du Coast Artillery Journal jusqu'en octobre 1940. Il est alors nommé inspecteur fédéral et instructeur du 7e régiment de la Garde nationale de New York (New York National Guard), poste qu'il occupe jusqu'en mars 1941, date à laquelle il est nommé adjoint à l'administration du centre d'entraînement de l'artillerie antiaérienne à Fort Stewart, en Géorgie. Il est promu lieutenant-colonel le 1er juillet 1940,.

### Seconde Guerre mondiale
À la suite de l'attaque japonaise sur Pearl Harbor, Bradshaw est promu au grade temporaire de colonel le 11 décembre 1941 et nommé chef d'état-major adjoint pour l'entraînement à Fort Stewart. À l'approche de l'opération Torch, une invasion anglo-américaine de l'Afrique française du Nord, il est envoyé en Angleterre à la mi-septembre 1942 et devient chef de la section antiaérienne au quartier général des forces alliées (Allied Force Headquarters)à Londres, sous les ordres du lieutenant-général (général d'armée) Dwight D. Eisenhower.
Bradshaw participe au débarquement mentionné en Afrique française du Nord en novembre 1942 et est promu au grade temporaire de brigadier-général (général de brigade) le 26 avril 1943. Il a ensuite été chef de la section antiaérienne du théâtre d'opérations nord-africain des États-Unis pendant deux mois, responsable de la défense antiaérienne des unités alliées en Afrique du Nord, avant de rejoindre le quartier général de la 7e armée américaine (7th Army) nouvellement activée sous le commandement du lieutenant-général George S. Patton en juillet 1943. Pour son service durant l'opération Torch, Bradshaw a été décoré de la Legion of Merit,,.
Après l'activation de la 7e Armée, Bradshaw participe à l'invasion de la Sicile (Opération Husky) par les Alliés en juillet-août 1943 et occupe également le poste de commandant de la 34e brigade d'artillerie antiaérienne (34th Anti-Aircraft Artillery Brigade). Pour son service pendant la campagne de Sicile, il reçoit la médaille de la Bronze Star.
En décembre 1943, Bradshaw prend le commandement de la 35e brigade d'artillerie antiaérienne (35th Anti-Aircraft Artillery Brigade) et assume en outre les fonctions de commandant général de l'artillerie antiaérienne du Corps expéditionnaire français. Il sert à ce titre pendant la célèbre bataille de Monte Cassino en janvier-mars 1943 et prend ensuite le commandement général de l'artillerie antiaérienne de la 5e armée américaine (5th Army) sous les ordres du lieutenant-général Mark W. Clark,.
Bradshaw participe à la libération de Rome, aux combats sur la ligne Gothique et à l'offensive du printemps 1945 en Italie jusqu'à la capitulation des troupes de l'Axe à Caserte le 29 avril 1945. Son service au sein de la 5e armée a été récompensé par la Army Distinguished Service Medal, la Silver Star et la seconde Legion of Merit.
Les Alliés des États-Unis l'ont décoré de l'Ordre de l'Empire britannique, de la Légion d'honneur et de la Croix de guerre française, de la Croix de guerre tchécoslovaque 1939-1945, de l'Ordre de la Couronne d'Italie, de la Médaille italienne de la valeur militaire, de l'Ordre des Saints-Maurice-et-Lazare, de la Croix papale du Latran et de l'Ordre militaire souverain de Malte.

### Carrière d'après-guerre
Après la fin des hostilités, Bradshaw prend le commandement de la 71e brigade antiaérienne (71st Anti-Aircraft Brigade), chargée de désarmer la 14e armée allemande (14. Armee) sous les ordres du général Joachim Lemelsen et de la placer dans des camps de prisonniers de guerre.
Fin décembre 1945, il est ramené au grade de colonel du temps de paix et envoyé à Berlin, en Allemagne, où il occupe le poste de chef adjoint des plans et des opérations des forces de service de l'US Army (Army Service Forces). Il est à nouveau promu brigadier général (général de brigade) le 24 janvier 1948 et prend ses fonctions de chef des plans et des opérations au sein des Army Service Forces à Berlin. Il est promu major général (général de division) le 28 avril 1948.
Bradshaw retourne aux États-Unis au début de l'année 1949 et occupe le poste de chef du groupe de service, division logistique, département de l'US Army à Washington, D.C., puis de chef de la division de service, bureau du chef d'état-major adjoint pour la logistique (G-4), avant de retourner en Europe pour occuper le poste de chef d'état-major adjoint pour la logistique (G-4), commandement européen des États-Unis (United States European Command - EUCOM), dont le quartier général se trouve à Heidelberg. Au cours de son service d'après-guerre, Bradshaw a reçu deux Army Commendation Medals,.

### Retraite
Son mandat en Europe se termine au début de l'année 1953 et Bradshaw rentre aux États-Unis pour prendre sa retraite. Il prend sa retraite le 1er février 1953, après près de 36 ans de service actif, et s'installe dans sa ville natale de Washington, D.C..
Le major général Aaron Bradshaw Jr. meurt le 8 novembre 1976, à l'âge de 82 ans, à l'hôpital militaire Walter Reed (Walter Reed Army Medical Center). Il est enterré avec tous les honneurs militaires au cimetière national d'Arlington, en Virginie, aux côtés de son épouse, Gwendoline D. Bradshaw.

## Décorations
Voici la barrette de rubans du général de division Aaron Bradshaw Jr.:
| Bronze oak leaf cluster |                         |                           |  |
|                         | Bronze oak leaf cluster | Bronze star · Bronze star |  |
| Bronze star             |                         | Silver star · Bronze star |  |
|                         |                         |                           |  |
|                         |                         |                           |  |
|                         |                         |                           |  |

| 1er rang | Army Distinguished Service Medal                       | Army Distinguished Service Medal                       | Army Distinguished Service Medal                       | Army Distinguished Service Medal                       | Army Distinguished Service Medal                  | Silver Star                                       | Silver Star                                       | Silver Star                                       | Silver Star                                                                                    | Silver Star                                                                                    | Silver Star                                                                                    | Legion of Merit avec feuilles de chêne                                                         | Legion of Merit avec feuilles de chêne                                 | Legion of Merit avec feuilles de chêne                                 | Legion of Merit avec feuilles de chêne                                 | Legion of Merit avec feuilles de chêne                                 | Legion of Merit avec feuilles de chêne | Legion of Merit avec feuilles de chêne |
| 2e rang  | Bronze Star Medal                                      | Bronze Star Medal                                      | Bronze Star Medal                                      | Bronze Star Medal                                      | Army Commendation Medal avec feuilles de chêne    | Army Commendation Medal avec feuilles de chêne    | Army Commendation Medal avec feuilles de chêne    | Army Commendation Medal avec feuilles de chêne    | World War I Victory Medal avec deux agrafes de combat                                          | World War I Victory Medal avec deux agrafes de combat                                          | World War I Victory Medal avec deux agrafes de combat                                          | World War I Victory Medal avec deux agrafes de combat                                          | Army of Occupation of Germany Medal                                    | Army of Occupation of Germany Medal                                    | Army of Occupation of Germany Medal                                    | Army of Occupation of Germany Medal                                    |                                        |                                        |
| 3e rang  | American Defense Service Medal avec agrafe             | American Defense Service Medal avec agrafe             | American Defense Service Medal avec agrafe             | American Defense Service Medal avec agrafe             | American Campaign Medal                           | American Campaign Medal                           | American Campaign Medal                           | American Campaign Medal                           | European-African-Middle Eastern Campaign Medal avec une Service star d'argent et une de bronze | European-African-Middle Eastern Campaign Medal avec une Service star d'argent et une de bronze | European-African-Middle Eastern Campaign Medal avec une Service star d'argent et une de bronze | European-African-Middle Eastern Campaign Medal avec une Service star d'argent et une de bronze | World War II Victory Medal                                             | World War II Victory Medal                                             | World War II Victory Medal                                             | World War II Victory Medal                                             |                                        |                                        |
| 4e rang  | Army of Occupation Medal                               | Army of Occupation Medal                               | Army of Occupation Medal                               | Army of Occupation Medal                               | National Defense Service Medal                    | National Defense Service Medal                    | National Defense Service Medal                    | National Defense Service Medal                    | Commandeur de l'Ordre de l'Empire britannique (Royaume-Uni)                                    | Commandeur de l'Ordre de l'Empire britannique (Royaume-Uni)                                    | Commandeur de l'Ordre de l'Empire britannique (Royaume-Uni)                                    | Commandeur de l'Ordre de l'Empire britannique (Royaume-Uni)                                    | Officier de la Légion d'honneur (France)                               | Officier de la Légion d'honneur (France)                               | Officier de la Légion d'honneur (France)                               | Officier de la Légion d'honneur (France)                               |                                        |                                        |
| 5e rang  | Croix de guerre 1939-1945 avec palme (France)          | Croix de guerre 1939-1945 avec palme (France)          | Croix de guerre 1939-1945 avec palme (France)          | Croix de guerre 1939-1945 avec palme (France)          | Croix de guerre 1939-1945 (Tchécoslovaquie)       | Croix de guerre 1939-1945 (Tchécoslovaquie)       | Croix de guerre 1939-1945 (Tchécoslovaquie)       | Croix de guerre 1939-1945 (Tchécoslovaquie)       | Croix papale du Latran                                                                         | Croix papale du Latran                                                                         | Croix papale du Latran                                                                         | Croix papale du Latran                                                                         | Commandeur de l'Ordre des Saints-Maurice-et-Lazare Commandeur (Italie) | Commandeur de l'Ordre des Saints-Maurice-et-Lazare Commandeur (Italie) | Commandeur de l'Ordre des Saints-Maurice-et-Lazare Commandeur (Italie) | Commandeur de l'Ordre des Saints-Maurice-et-Lazare Commandeur (Italie) |                                        |                                        |
| 6e rang  | Commandeur de l'Ordre de la Couronne d'Italie (Italie) | Commandeur de l'Ordre de la Couronne d'Italie (Italie) | Commandeur de l'Ordre de la Couronne d'Italie (Italie) | Commandeur de l'Ordre de la Couronne d'Italie (Italie) | Médaille d'argent de la valeur militaire (Italie) | Médaille d'argent de la valeur militaire (Italie) | Médaille d'argent de la valeur militaire (Italie) | Médaille d'argent de la valeur militaire (Italie) | Ordre souverain militaire de Malte, 1ère classe                                                | Ordre souverain militaire de Malte, 1ère classe                                                | Ordre souverain militaire de Malte, 1ère classe                                                | Ordre souverain militaire de Malte, 1ère classe                                                | Médaille des patriotes italiens                                        | Médaille des patriotes italiens                                        | Médaille des patriotes italiens                                        | Médaille des patriotes italiens                                        |                                        |                                        |

## Source
- (en) Cet article est partiellement ou en totalité issu de l’article de Wikipédia en anglais intitulé « Aaron Bradshaw Jr. » (voir la liste des auteurs).